# Queen Bees
Queen Bees é uma banda norueguesa constituída por Anita Skorgan (vocalista),  Rita Eriksen  e Marianne Antonsen. O grupo foi formado em 2004 e já gravou um álbum em 2005 «From the Fountain».

## Discografia
- 2005: From the Fountain